# 246 Asporina
Asporina (asteroide 246) é um asteroide da cintura principal com um diâmetro de 60,1 quilómetros, a 2,408361 UA. Possui uma excentricidade de 0,1063292 e um período orbital de 1 615,88 dias (4,42 anos).
Asporina tem uma velocidade orbital média de 18,14348575 km/s e uma inclinação de 15,64288º.
Este asteroide foi descoberto em 6 de Março de 1885 por Alphonse Borrelly.